# Soldat med brutet gevär (TV-serie)
Soldat med brutet gevär är en svensk TV-serie från 1977 i regi av Pi Lind. Den bygger på Vilhelm Mobergs roman Soldat med brutet gevär. För manusbearbetningen stod Sigvard Mårtensson. Serien består av åtta delar, producerades av SR Göteborg och visades i TV2 med start i oktober 1977. Serien fanns under en tid upplagt i SVT:s Öppet arkiv.

## Handling
Valter Sträng växer upp som son till en indelt soldat i Småland. Som tonåring får han anställning på ett glasbruk där han kommer i kontakt med Branting-trogna socialister, och de som är mer radikala. Efter att Valters far dör får han flytta till en backstuga med sin mor. Via en av bruksarbetarna, Joel Nattstoppare kommer han snart i kontakt med nykterhetsrörelsen och blir godtemplare. Att propagera nykterhet är dock inte så lätt, särskilt inte på Valters nya arbete på torvmossen där brännvinet flödar. Efter att ha givit efter för frestelsen och smakat brännvin tillsammans med torvbasen Kalle Bleking lämnar han templarna. Han kommer vidare till två folkhögskolor, men finner sig inte till rätta. Makarna Liljeberg som han hyr en takvåning hos under studietiden uppmanar honom att slå sig in vid tidningsbranschen, något han gör med hjälp av redaktör Setterblad.

## Rollista[1]
- Marvin Yxner - Valter Sträng
- Emy Storm - Hulda, modern
- Jan Erik Lindqvist - soldat Nils Gottfrid Sträng, fadern
- Allan Svensson - Gunnar, brodern
- Halvar Björk - Joel Nattstoppare
- Allan Edwall - Aldo Samuel
- Tore Lindwall - Träsko-Janne
- Gunnar Ekwall - Elof
- Anders Ek - mäster Sjölin
- Micha Gabay - Elmer Sandin
- Kent Andersson - Axel Kronberg
- Göthe Grefbo - Lundewall, patron på glasbruket
- Alf Nilsson - disponent Rosmark
- Ernst Günther - Kalle Bleking
- Evert Lindkvist - Mandus Karlsson
- Olle Björling - Johan Tilly
- Göte Fyhring - övertemplare Wendel
- Per Sjöstrand - skräddare Lind
- Inger Hayman - Axelina Lind
- Cecilia Hjalmarsson - Agda
- Anna Lo Sundberg - Karin Lind
- Solveig Ternström - Ingrid Liljeberg
- Börje Ahlstedt - Manfred Liljeberg
- Per Oscarsson - redaktör Setterblad
- Olof Widgren - faktor Barkman
- Heinz Hopf - Nyström
- Carl-Olof Alm - Pott-Jonas
- John Harryson - Salomon Bunte
- Hans Råstam - korpral Hallström
- Willie Andréason - Bäck, soldat
- Åke Wästersjö - Banda, soldat
- Karl Kinch - fotograf i Kalmar
- Manne Grünberger - professor Newman
- Tove Waltenburg - strejkarbetare
- Bengt Lindström - strejkarbetare
- Rune Turesson - kommunalordförande
- Lena-Pia Bernhardsson - Anny
- Frank Sundström - Svanholm, rektor vid Åkerslid folkhögskola
- Bertil Arlmark - Rudolf Olsson, senare Wildeskog
- Peter Andersson - Herman Gustafsson, elev
- Johan Wahlström - Valfrid Karlsson, elev
- Mikael Alsberg - Johan Svensson
- Rebecca Pawlo - Märta Axelsson
- Niklas Falk - Nylander, studerande
- Tage Severin - magister Ekling
- Bo Swedberg - torpare
- Ulla Akselson - syster Rut
- Roland Söderberg - direktör Davidsson
- Gunnar Schyman - lantbrukare
- Yngve Nordwall - talare